# Centaurea gulissashvilii
Centaurea gulissashvilii — вид квіткових рослин айстрових (Asteraceae). Ареал: Грузія, Вірменія, Туреччина.

## Етимололгія
Видовий епітет gulissashvilii вшановує грузинського ботаніка, який відіграв важливу роль у вивченні флори цього регіону

## Морфологічна характеристика
Centaurea gulissashvilii зазвичай досягає висоти від 30 до 60 см, має міцні стебла, з вузькими листками списоподібної форми. Листки сірувато-зелені. Квітки від яскравого фіолетового до темно-пурпурового забарвлення. 

## Середовище
Цей вид процвітає в прохолодному кліматі, що характеризується помірною або великою кількістю опадів. Живе на добре дренованих кам'янистих ґрунтах у гірських регіонах на висотах від 1200 до 2500 метрів. 